# 米田肇
米田 肇（よねだ　はじめ、1972年10月3日 - ）は、料理人。大阪・肥後橋の「HAJIME」のオーナーシェフ。株式会社HAJIME&ARTISTES代表取締役。

## 概要
大阪府枚方市生まれ。東海大学付属仰星高等学校、近畿大学理工学部電子工学科卒業。NOK株式会社でエンジニアとしての勤務を経て、辻調グループ校のエコール辻大阪に入学。卒業後は関西のフランス料理店を経て、2002年に渡仏。ロワール地方の一つ星、二つ星レストランで働き、2005年に帰国。ウィンザーホテル洞爺の「Michel Bras Toya Japan」で部門シェフに就く。
2008年5月に“本当に素晴らしいレストラン”を造るというテーマを掲げ、「Hajime RESTAURANT GASTRONOMIQUE OSAKA JAPON」を誕生させる。翌年10月、オープンして1年5ヶ月というミシュラン史上世界最短で三つ星を獲得する。2012年5月、さらなる飛躍と革新を提案する為に一日の営業を一回とし、店名を「HAJIME」に改める。
Foodie Top 100 Restaurants、Asia’s 50 Best Restaurants、OAD Top30 Japanese Restaurants、The Best Chef AwardsでアジアNo1シェフに選ばれるなど、世界ランキングにランクインする、さらに世界を代表する100人のシェフ「100 chefs au monde」に選ばれ、2016年に辻静雄食文化賞専門技術者賞、KINDAIリーダーアワード　文化・芸術部門、2017年に農林水産大臣料理マスターズを受賞する。
ガストロノミーをベースに、生命学、生物学、脳科学、消化学、経営学、建築学、宇宙科学などを通して、独自の美意識と世界観を表現している。そして、緻密に計算された高い技術、革新性、妥協なき完成度と料理を通して表現される壮大な世界観は料理業界でも高く評価されている。
また、「ガストロノミーを通して、人類の未来に貢献する」というビジョンを掲げ、AI、Food tech、宇宙など様々な分野に挑戦をしている。2015年のミラノデザインウィークではインスタレーション（空間芸術）を成功させ、ベストエンターテイニング賞を受賞。2020年からはJAXAの宇宙と食の未来を考えるSPACE FOODSPHEREのメンバーとして参加している。2021年からSony AIのアドバイザーに就任する。食文化ルネサンス理事、食団連理事を務める。 2023年、国立循環器病センター認定の株式会社GastroMedicaを医師と共に設立する。

## 経歴
- 1972年 大阪府枚方市に生まれる
- 1996年 近畿大学理工学部電子工学科卒業
- 1996年 NOK株式会社電子事業本部入社
- 1999年 大阪あべの辻調理エコールキュリネールフランス料理専門カレッジ卒業
- 1999年 大阪、神戸のフランス料理店で働く

- 2003年 Le Relais de Bracieux Bernard Robin 魚部門シェフ（二つ星）
- 2004年 画家としてブロワ市のフェスティバルに参加

　　　　　 ブロワ市長・ジャックシラク大統領の推薦により、労働許可取得　　　　
- 2004年 Au rendez vous des pecheurs 魚部門シェフ（一つ星）
- 2005年 ウィンザーホテル洞爺「Michel Bras Toya Japan」で肉部門シェフに就く。
- 2008年 「Hajime RESTAURANTGASTRONOMIQUE OSAKA JAPON」（フランス料理）を開店させる。
- 2009年 開業から１年５ヶ月という史上最短でミシュラン三ツつ星獲得する。
- 2012年「HAJIME」に店名を変え、料理もイノベーティブに変更。二つ星に降格。
- 2017年 イノベーティブで再度ミシュラン三つ星を獲得する。
- 2020年 コロナの影響で苦しむ飲食業界のために政府に掛け合い、雇用調整助成金の拡充及び家賃支援給付金の補償制度を取り付ける。
- 2021年 Gault & MIllauのBest Chef of yearの「今年のシェフ賞」を受賞する。
- 2023年　ボキューズドール2023年本大会で世界２４カ国の代表審査員の一人を務める。

## 受賞歴
Michelin Guide（ミシュランガイド）
Michelin Guide 2010（三つ星）
Michelin Guide 2011（三つ星）
Michelin Guide 2012（三つ星）
Michelin Guide 2013（二つ星）
Michelin Guide 2014（二つ星）
Michelin Guide 2015（二つ星）
Michelin Guide 2016（二つ星）
Michelin Guide 2017（三つ星）
Michelin Guide 2018（三つ星）
Michelin Guide 2019（三つ星）
Michelin Guide 2020（三つ星）
Michelin Guide 2021（三つ星）
Michelin Guide 2022（三つ星）
Michelin Guide 2023（三つ星）
Michelin Guide 2024（三つ星）
Gault&Millau（ゴ・エ・ミヨ）
Gault&Millau 2020 18.5点
Gault&Millau 2021 18.5点　今年のシェフ賞受賞
50 Best
Asia's 50 Best Restaurant Awards 2013
Asia's 50 Best Restaurant Awards 2014
Asia's 50 Best Restaurant Awards 2015
Asia's 50 Best Restaurant Awards 2016
Asia's 50 Best Restaurant Awards 2017
OAD Top100 Asian Restaurant 
OAD Top 30 Japanese Restaurant
World Luxury Restaurant Awards 2017
The Best Chef Awards ,  Asisa Best Chef 2017,2018
Foodie Top 100 Restaurant Worldwide
100 Chefs au monde
La LIst (2020)
- 2015年　Milano Design week2015　ベストエンターテイニング賞受賞
- 2016年　辻静雄食文化賞専門技術者賞
- 2016年　近畿大学 KINDAIリーダーアワード　文化・芸術部門　受賞
- 2017年　農林水産大臣料理マスターズ受賞

## 出演履歴
- プロフェッショナル仕事の流儀（NHK 2019年10月8日放送）
- あいつ今何してる（テレビ朝日 2020年4月15日放送）
- パレドZ（BSフジ 2021年1月23日放送）
- 日経スペシャル ガイアの夜明け（テレビ東京 2025年２月28日）[1]